# All I Want For Christmas Is New Year's Day
«All I Want For Christmas Is New Year's Day» («Todo lo que quiero para Navidad es el Día de Año Nuevo» en español) es un villancico lanzado por el dúo británico Hurts como descarga digital en iTunes. Lanzado gratis en Reino Unido e Irlanda fue declarado el sencillo de la semana en iTunes.

## Información de la canción

### Crítica
Fraser McAlpine de la BBC's Chart Blog dijo que la canción era triste y digna, además felicito el coro, las campanas tubulares, los cascabeles, el piano y la batería.
Robert Copsey de Digital Spy dio muy buenas críticas de la canción y le dio 5 estrellas; al igual que sus tres anteriores sencillos.

### Video musical
El vídeo transcurre en un cementerio, el dúo y los actores y actrices de sus vídeo "Better Than Love", "Wonderful Life" y "Stay" se juntan en una tumba; luego un árbol navideño aparece de aquella. 

### Listado de canciones[4]
1. «All I Want for Christmas Is New Year's Day»

## Posicionamiento
| Gráficos (2010) | Posición máxima |
| --------------- | --------------- |
| Austria         | 67              |